# Alegeri pentru Parlamentul European în România, 2007
Primele alegeri din România pentru Parlamentul European (PE) s-au desfășurat la data de 25 noiembrie 2007. Campania electorală a început în ziua de 26 octombrie, cu 30 de zile înainte de data desfășurării alegerilor, încheindu-se în ziua de 24 noiembrie. Concomitent cu desfășurarea alegerilor reprezentanților pentru Parlamentul European (PE), s-a desfășurat și un referendum, inițiat de Traian Băsescu, cu privire la tipul de vot uninominal care va fi adoptat.

## Candidați
În data de 16 octombrie, Biroul Electoral Central a constatat rămânerea definitivă a următoarelor liste de candidați propuse de partide politice, organizații ale cetățenilor aparținând minorităților naționale, respectiv candidați independenți. Candidații aleși sunt evidențiați prin caractere îngroșate.

### Partidul Național Țărănesc Creștin Democrat(PNȚCD)
1. Alexandru Ioan Herlea
2. Radu-Horațiu Munteanu
3. Marius-Mircea-Constantin Popovici
4. Vasile Lupu
5. Petre-Marian Miluț
6. Aurelian Pavelescu
7. Gheorghe-Coriolan Ciuhandu
8. Virgil Petrescu
9. Șerban Ion Bubenek-Turconi
10. Ovidiu Radu Sârbu
11. Mihai-Theodor-Constantin Grigoriu
12. Victor-Lucian Ionescu
13. Zoea Rădulescu
14. Minerva Grama
15. Alexandru Ioan Cantacuzino
16. Alexandru Mihai Zink
17. Tudor-Gavril Dunca
18. Claudiu-Constantin Cristea
19. Dumitru-Daniel Botea
20. Arnol Hodel
21. Ioan Marcus
22. Emanoil Ceaușu
23. Corneliu-Daniel Furtună
24. Alexandru Popescu
25. Lucica Roșu
26. Ovidiu Ghiurco
27. Constantin Mureșan
28. Virgil Pescar
29. Neculai Andrei
30. Daniel-Puiu Neagu
31. Ioan-Emil Morariu
32. Gheorghe Gorun
33. Dănilă Obersterescu
34. Dorin-Cristian Coita
35. Radu Rizescu
36. Gheorghe Emil Moroianu
37. Gheorghe Liviu Floarea
38. Gheorghe Ghidănac
39. Emil Naghi
40. Mihai Ghebuară
41. Adrian Cacovean
42. Georghe Pârjol
43. Gabriel Mircea Dan Poenaru
44. Viorel Vlăsceanu
45. Carmen-Doina Comăniță

### Partidul Liberal Democrat(PLD)
1. Theodor Stolojan
2. Dumitru Oprea
3. Nicolae Vlad Popa
4. Petru Daniel Funeriu
5. Hermann Armeniu Fabini
6. Mircea Criste
7. Ion Barbu
8. Teodor Cătălin Vătafu
9. Vasile Pruteanu
10. Călin Dinu Oros
11. Horea Crișan
12. Florian Constantin
13. Axente Dacian Țolea
14. Gabriela Petre
15. Alexandru Lucian Sălcuțan
16. Dan Horațiu Buzatu
17. Romeo Dumitru Ilie
18. Adrian Bogdan Iordache
19. Sorin Ionel Florin Hornea
20. Corina Violeta Oprișu
21. Viorel Arion
22. Cristina Gârlea
23. Daniel Marian Uncu
24. Niculai Hauk
25. Liviu Nicolae Rădășanu
26. Teodor Marius Spînu
27. Florin Pintescu
28. Ovidiu Florin Franciuc
29. Eleodor Alin Mihai
30. Radu Andrei Moga
31. Florin Radu Pintea
32. Cristian Florin Goian
33. Daniel Popa
34. Eugen Ghinescu
35. Ioan Călin
36. Cristian Alexandru Boureanu
37. Raluca Turcan
38. Mircea Cinteza
39. Dan Sabău
40. Marian Sorin Paveliu
41. Vasile Ostaciuc
42. Mirelle-Carmen Rădoi
43. Ștrempel Ioan
44. Florin Aurelian Popescu
45. Gabriel Sandu

### Partidul Național Liberal(PNL)
1. Renate Weber
2. Daniel Dăianu
3. Adina-Ioana Vălean
4. Cristian Silviu Bușoi
5. Ramona-Nicole Mănescu
6. Magor-Imre Csibi
7. Stejărel Olaru
8. Iulia Huiu
9. Horia-Victor Toma
10. Cristian Anghel
11. Tania-Iuliana Bogdan
12. Dumitru Ungureanu
13. Ionel Palăr
14. Valentin Samuel Boșneac
15. Dragoș-Alexandru Dicu
16. Valer Bindea
17. Zvetlana-Ileana Preoteasa
18. Anca Ștefania Barbu
19. Dumitru-Marius Enescu
20. Horia Ion Irimia
21. Vasile Ungureanu
22. Marius-Sorin Dangă
23. Dumitra Ciubotă-Roșie-Vasile
24. Ciprian-Adrian Păun
25. Ionela-Claudia Ciotlăuș
26. Victor Banța
27. Mihai Manoliu
28. Aurel Burciu
29. Radu-Bogdan Țîmpu
30. Corin Penciuc
31. Doru Didiță
32. Gheorghe Ioniță
33. Mariana Mircea
34. Octavian Marius Popa
35. Valentin Macec
36. Otto Milik
37. Constantin Săceanu
38. Adriana-Daniela Ștefănel
39. Camelia Ghiveciu
40. Alexandru Sava
41. Silviu Olaru
42. Vlad-Alexandru Vasiu
43. Mădălina Oana Tudose
44. Norica Nicolai
45. Bogdan Olteanu

### Partidul Democrat(PD)
1. Sorin Frunzăverde
2. Roberta Anastase
3. Petru Filip
4. Monica Maria Iacob-Ridzi
5. Marian Jean Marinescu
6. Maria Petre
7. Rareș Lucian Niculescu
8. Marian Zlotea
9. Dragoș Florin David
10. Mihaela Popa
11. Constantin Dumitriu
12. Nicodim Bulzesc
13. Sebastian Bodu
14. Flaviu Călin Rus
15. Adrian Manole
16. Iosif Matula
17. Romeo Rădulescu
18. Călin Cătălin Chiriță
19. Ion Dumitrel
20. Alexandru Nazare
21. Ioan Lucian Hămbășan
22. Vasile Viman
23. Marius Bogdan Ivan
24. Gheorghe Cârjă
25. Florin Alexandru Hrebenciuc
26. Raluca Gabriela Ioan
27. Georgeta-Luminița Vîrlan
28. Elena Oana Antonescu
29. Constantin Cătălin Glăvan
30. Adrian Teodor Mocanu
31. Cristian Petrescu
32. Simion Costea
33. Florin Ion Ghiorghiță
34. Cristina Roxana Cruceanu
35. Daniel Mande
36. Emil Mușat
37. Iuliana Antoanela Pațica
38. Aurelian Chiriac
39. Liviu Alexandru Miroșeanu
40. Gheorghe Tatu
41. Raluca Marian Gligă
42. Doinița-Mariana Chircu
43. Ioan Abrudan
44. Dorin Male
45. Sorin Enache

### Partidul Verde(PV)
1. Michael Peter Lechner
2. Gheorghe Ionicescu
3. Silviu Dumitru
4. Tatiana Ghica
5. Bogdan Mihăilescu
6. Codruța Otilia Istate
7. Claudia Sadean
8. Vasile Taut
9. Valentina Adriana Teguș
10. Constantin Tatu
11. Aurel Fartat
12. Zenovia Mandiuc
13. Constantin Chiriac Cucu
14. Emilian Ion
15. Sorina Ionicescu
16. Mădălin Marian Nae
17. Andrei Popa
18. Elena Florentina Toma
19. Rodica Oprea
20. Mirel Nicolae
21. Cristina Sandu
22. Ion Andrei
23. Mihăiță Vlăduț
24. Constantin Zaruba
25. Emil Cazacu
26. Edmonda Țoc
27. Gheorghe Stan
28. Simona Bășănescu
29. Maria Elena Stravositu
30. Florian Barbu
31. Youssef Kassir
32. Vasile Călin Stana
33. Maria Burcea
34. Dan Roșu
35. Monica Ana Chiribuca
36. Vasile Mădăraș
37. Loreta Camela Horvad
38. Pericle Negescu
39. Cristian Dumitru
40. Eduard Schenker
41. Mircea Deciu
42. Adrian Calotă
43. Elena Ermina Dușelevici

### Partidul Noua Generație - Creștin Democrat(PNG-CD)
1. George Becali
2. Cătălin-Radu Dancu
3. Ștefania Laura Stroe
4. Teodor-Narcis Godeanu
5. Corneliu Zeana
6. Helmut Duckadam
7. Horațiu Sălăgean
8. Marian Oprea
9. Maria-Raluca Năstase
10. Dorin Ciuștea
11. Liviu Scurtu-Andrei
12. Gabriela-Luminița Tudosie
13. Ioan Codorean
14. Claudia Șerban-Cernat
15. Lavinia Roxana Micu
16. George-Ioan Pandele
17. Aurel Marinescu
18. Ion-Dănuț Chițu
19. Gheorghe Ion Cornel Lazăr
20. Constantin Stanciu
21. Ana-Luminița Țifui
22. Laurența-Lili Moisei
23. Silvian-Horațiu Strasser
24. Dorian Lungu
25. Pompiliu Manea
26. Constantin Lupu
27. Alexandru Voinicu
28. Adrian-Daniel Sandu
29. Adrian Pompiliu Stroia
30. Ionela Cristina
31. Gabriel Copaci
32. Ion Dicu
33. Aurelian-Cristinel Ghiorghe
34. Camelia-Aurora Saulea
35. Cornel-Alin Mirea
36. Petruț-Cristian Vasilache
37. Victor Puie
38. Andreea Iluzia Iacob
39. Daniel Vasile Mogoșanu
40. Felix Patrick Florea
41. Ionel Grigorescu
42. Tania Mariana Popa
43. Natalia-Elena Savu
44. Cătălin Cristescu
45. Florin-Bogdan Lăcraru

### Partidul Inițiativa Națională(PIN)
1. Marcela-Lavinia Șandru
2. Mihaela-Dana Franti
3. Elena-Veronica Rădulescu
4. Petru Lucian Milea
5. Octavian Olteanu
6. Andreea Garai
7. Florentin Blanaru
8. Dan Dragoș Ungureanu
9. Giana Niculina Pantiru
10. Florin Catana Bota
11. Adrian Anghelescu
12. Oana Ștefania Rotaru
13. Andreea Popescu
14. Adrian Mureșan
15. Cornelia Voichița Palii
16. Bianca Irina Trandafir
17. Cristian Amariei
18. Dan Constantin Coroama
19. Vicențiu Vasile Popa
20. Sarmiza Andronic
21. Gheorghe Gherghe
22. Elena Streinu
23. Octavian Claudiu Cocaina
24. Ovidiu Lucian Molnar
25. Violeta Mititelu
26. Mihail Marius Vescan
27. Cătălin Rusu
28. Mihaela Druica
29. Ovidiu Constantinescu
30. Marian Vulcan
31. Eugen Lucan
32. Rodica Chereji
33. Gheorghe Morogan
34. Gabriela Narcisa Ezaru
35. Cristian Virgiliu Radu

### Partidul Social Democrat(PSD)
1. Titus Corlățean
2. Adrian Severin
3. Rovana Plumb
4. Daciana Octavia Sârbu
5. Cătălin Ioan Nechifor
6. Silvia Adriana Țicău
7. Ioan Mircea Pașcu
8. Gabriela Crețu
9. Corina Crețu
10. Victor Boștinaru
11. Ileana Cristina Dumitrache
12. Șerban Valeca
13. Daniel Ionuț Bărbulescu
14. Adrian Țuțuianu
15. Vasile Cosmin Nicula
16. Remus Grigorescu
17. Radu Cătălin Mardare
18. Mihai Ciprian David
19. Bianca Maria Carmen Predescu
20. Alin Lucian Emanuel Antochi
21. Vladimir Mănăstireanu
22. Viorica Dăncilă
23. Ludmila Sfîrloagă
24. Teodora Dana Hotăran
25. Claudia Gina Anastase
26. Ana Claudia Țapardel
27. Adriana Doian Pană
28. Ionela Marcela Brăileanu
29. Gheorghi Prisăcaru
30. Alecsandru Știucă
31. Valeriu Andrei Steriu
32. Petru Alexandru Frătean
33. Constantin Manolache
34. Andrei Petrișor Maioreanu
35. Ion Smeeianu
36. Iosip Marius Vicențio Lăzăr
37. George Preotu
38. Simona Gabriela Trif Dan
39. Liviu Gabriel Mușat
40. Valer Daniel Breaz
41. Jean Adrian Andrei
42. Alina Natalia Drincă
43. Silvia Claudia Mihalcea
44. Lucian Adrian Ungur
45. Ion Cătălin Voiculescu

### Partidul România Mare(PRM)
1. Eugen Mihăescu
2. Daniela Buruiană-Aprodu
3. Petre Popeangă
4. Viorica Pompilia Georgeta Moisuc
5. Cristian Stănescu
6. Nicolae Pătru
7. Dan-Nicolae Rahău
8. Adrian Mărăcineanu
9. Adrian Pășcuță
10. Ion Stoica
11. Marinică Fologea
12. Ilie Cornoiu
13. Raluca Camelia Voinea
14. Ilie Onica
15. Mihai Doru Drecin
16. Nicușor Baroiu
17. Viorica Leordean
18. Voichița Ofelia Coțolan
19. Mihai Demian
20. Vasile Berlingher
21. Victor-Hariton Iacobescu
22. Ioan Nasleu
23. Cezar Ioja
24. Monica Cristina Utan
25. Vasile Țifrea
26. Dănuț Cristian Mihai
27. Teodora Mădălina Nichita
28. Vasile Diacon
29. Constantin Bobei
30. Giorgiana Roxana Șușnea Miculescu
31. Codruța Arvinte
32. Maria Bandi
33. Mihail Mircea Băleanu
34. Ionuț Octavian Tudorache
35. Constantin Pamfiloiu
36. Ion Ene
37. Angelica-Mirela Belu
38. Valentin Bodea
39. Corneliu Nicolae
40. Mircea Cupșa-Kiseleff
41. Vergil Pană
42. Aurelian Sebastian Constantin
43. Constantin Ceași
44. Radu Mihail Geonea
45. Mihăiță Voicu

### Partidul Conservator(PC)
1. Maria Grapini
2. Irinel Popescu
3. Serghei Florin Anghel
4. Silvia Ciornei
5. Emiluț Găină
6. Mihai Leu
7. Apostol Picu Roman
8. Lia Ardelean
9. Angela Stoica
10. Silviu Gabriel Tănase
11. Cătălin Florin Teodorescu
12. Virgil Dumbravă
13. Marcel Octavian Nicolaescu
14. Vetuța Ciocan
15. Marcela Lozneanu
16. Constantin Dascălu
17. Gheorghi Obreja
18. Vasile Ciolpan
19. Constantin Avram
20. Ulise Toader
21. Ionel Corneliu Oancea
22. Ioan Țundrea
23. Vasile Lăzărescu
24. Valerian Țuclea
25. Costel Horghidan
26. Paul Tănăsescu
27. Sorin Dumitru Cazan
28. Costel Ignătescu
29. Petrică Bucur
30. Gheorghe Florescu
31. Radu Mircea Bucur
32. Emanuela Dana Gavrilă
33. Nicolae Florian
34. Laurențiu Costel Ionescu
35. Sabin Popescu
36. Gheorghe Dinu Socotar
37. Constantin Ștefan
38. Constantin Sandu
39. Dan Ghiurco
40. Georgiana Elena Dragomir
41. Alexandru Popescu
42. Costin Ioan Răsăuțeanu
43. George Doloman
44. Ștefan Viorel Florescu
45. Ionica Constanța Popescu

### Partidul Alianța Socialistă (PAS)
1. Constantin Rotaru
2. Marin Badea
3. Ion Iacov
4. Viorel Marincaș
5. Anamaria Cheloiu
6. Ion Miu
7. Simion Silviu Șomîcu
8. Adrian Manuel Dinu
9. Floarea Dragu
10. Adina Elena Stan
11. Gheorghe Rotaru
12. Elena Păcuraru
13. Nicolae Bondoc
14. Paul Liviu Cheloiu
15. Nicolae Sebastian Matei
16. Romulus Săutean
17. Ion Grosu
18. Cristina Daniela Mihalcea
19. Cornel-Florin Balaure
20. Dumitru Dumitriu
21. Nicolae Bercea
22. Doina Maria Tilea
23. Luminița Mariana Drăgan
24. Flaviu Aurel Dociu
25. Georgeta Giurea
26. Viorel Drugău
27. Bogdan Coscaru
28. Daniel Bliorț
29. Dragoș Gheorghe Duță
30. Claudia Rodica Marincaș
31. Maria Ionela Tudor
32. Florea Matei
33. Liviu Marinescu
34. Ileana Manuella Drăgușin
35. Vasile Zamă
36. Cristian Giosan
37. Mirabela Rotaru
38. Mădălina Oprea
39. Constantin Pătrașcu
40. Ioan Raducu
41. Petru Tincu
42. Ion Cercel
43. Marian Tudor
44. Petre Canciu
45. Elena Felicia Vulpoi

### Uniunea Democrată Maghiară din România(UDMR/RMDSZ)
1. György Frunda (a renunțat la mandat)
2. Csaba Sógor
3. Iuliu Winkler
4. Rozalia-Ibolya Biró
5. Attila Korodi
6. Anton Niculescu
7. Károly Ferenc Szabó
8. Emöke Fekete
9. Ștefan Francisc Csutak
10. Géza Hodgyai
11. Istvan Jakab
12. Lajor Vajda
13. Gustav Mihail Hermann
14. Zoltán-Béla Farkas
15. Anna Horváth
16. Andrei-Gheorghe Kiraly
17. Attila Kovacs
18. András Levente Máté
19. István Jozsef Ludescher
20. Francisc Halász
21. Istvan Bonis
22. Gabriella Tonk
23. Istvan Becze
24. Károly Borbély
25. Marta-Eva Tatár
26. Barna Tánczos
27. Ferenc Péter
28. Attila Szász
29. Magdolna Mohácsek
30. Gergely Olosz
31. Ștefan Albert Ványolós
32. Blanka Kakassy
33. Krisztian Kovats
34. Brigitta Magdolna Csizmadia
35. Attila Gabor Markó
36. Péter Kovács
37. Ciaba Köble
38. András István Demeter
39. Roza-Irenke Gönczi
40. Imre Gábor
41. Levente-Grigorie Bognar
42. Csaba Toth
43. Éva Andrea Csép
44. Arpad-Francisc Márton
45. Hunor Kelemen

### Partida Romilor „Pro-Europa” (PRPE)
1. Elena Gabriela Onoriu
2. Florea Plebis
3. Marin Filip
4. Iulian Costel Paraschiv
5. Oana Ioniță
6. Daniel Vasile
7. Ramona Mihai
8. Vasile Alexandru Vasile
9. Elena Ștefănescu
10. Alexandru Neagu
11. Corina Hîngu
12. Cătălin Zamfir Manea
13. Alis Georgeta Veseliu
14. Stan Virgil
15. Lavinia Severina Stoica
16. Daniel Vasile
17. Gabriela Țîncă
18. Georgian Lepădatu
19. Valentina Lavinia Buzoianu
20. Salomeea Romanescu

### Independenți
1. László Tőkés

## Rezultate
| Partidul                                    | Afilierea                      | Voturi    | %      | Mandate | Anterior | Variație |
| ------------------------------------------- | ------------------------------ | --------- | ------ | ------- | -------- | -------- |
| Partidul Democrat                           | EPP                            | 1.476.105 | 28,81  | 13      | 5        | +8       |
| Partidul Social Democrat                    | PES                            | 1.184.018 | 23,11  | 10      | 12       | –2       |
| Partidul Național Liberal                   | ALDE                           | 688.859   | 13,44  | 6       | 6        | ±0       |
| Partidul Liberal Democrat                   | EPP                            | 398.901   | 7,78   | 3       | 0        | +3       |
| Uniunea Democrată Maghiară din România      | EPP                            | 282.929   | 5,52   | 2       | 3        | –1       |
| Partidul Noua Generație - Creștin Democrat  | niciuna                        | 248.863   | 4,85   | 0       | 0        | —        |
| Partidul România Mare                       | ITS                            | 212.596   | 4,15   | 0       | 5        | –5       |
| László Tőkés (Independent)                  | EFA                            | 176.533   | 3,44   | 1       | 0        | +1       |
| Partidul Conservator                        | niciuna                        | 150.385   | 2,93   | 0       | 2        | –2       |
| Partidul Inițiativa Națională               | niciuna                        | 124.829   | 2,43   | 0       | 0        | —        |
| Partidul Național Țărănesc Creștin Democrat | EPP                            | 71.001    | 1,38   | 0       | 0        | —        |
| Partida Romilor „Pro-Europa”                | niciuna                        | 58.903    | 1,14   | 0       | 0        | —        |
| Partidul Alianța Socialistă                 | PSE                            | 28.484    | 0,55   | 0       | 0        | —        |
| Partidul Verde                              | PGE                            | 19.820    | 0,38   | 0       | 0        | —        |
| Voturi valide                               | Voturi valide                  | 5.122.226 | 100,00 | 35      |          |          |
| Voturi invalide                             | Voturi invalide                | 246.555   |        |         |          |          |
| Total (prezența la vot 29,46%)              | Total (prezența la vot 29,46%) | 5.370.171 |        |         |          |          |
| Sursa: Biroul Electoral Central             |                                |           |        |         |          |          |